# Кігті орла
Кігті орла (англ. Talons of the Eagle) — канадськийбойовик 1992 року.

## Сюжет
Нью-йоркський поліцейський Тайлер і детектив з відділу по боротьбі з наркотиками (ВБН) Майкл розслідують вбивства трьох агентів ВБН. Характерні сліди на тілах жертв вказують, що злочинець — майстер кун фу. Погоня за вбивцею призводить детектива на підпільний турнір з рукопашного бою, організований ватажком мафіозного угрупування Лі. До справи підключається працююча «під прикриттям» оперативник ВБН красива і сексуальна Касандра. Отримавши потрібні докази, тріо агентів бере штурмом «фортецю» Лі, демонструючи техніку рукопашного бою найвищого класу, що вражає навіть досвідчену уяву справжніх шанувальників східних єдиноборств.

## У ролях
- Джалал Мерхі — Майкл Рід
- Біллі Бленкс — Тайлер Вілсон
- Джеймс Хонг — містер Лі
- Прісцілла Барнс — Касандра
- Пан Куінгфу — Майстер Пан
- Маттіас Хьюз — Хан
- Гаррі Мок — Ніко
- Ерік Лі — особиста охорона
- Келлі Галлант — Тара
- Рік Сью — Інг / танцюючий лев
- Майкл Чоу — Лау
- Гарі «Сі-Джо» Фу — Фонг Вай Хут
- Дон Джеймс — Джексон
- Пітер Рід — Бос D.E.A.
- Мо Чоу — Ло Фат
- Джон ДеБласіо — таємний агент 1
- Роман Нері — таємний агент 2
- Гленн Кванн — поліцейський 1
- Грант Гарднер — поліцейський 2
- Майк Чоу — танцюючий лев
- Джек Сето — танцюючий лев / учень храму
- Алан Тенг — танцюючий лев
- Лат Діп — барабанщик
- Ноель Девіс — супротивник
- Керстен Бейтс — жінка в аеропорту
- Ллойд Фрайтенбург — учень храму
- Ерік М. Краушар — учень храму
- Дайян Нафтон — учень храму
- Тоні Роза — учень храму
- Боб Шнайдер — учень храму
- Рой Сето — учень храму
- Девід Ау — Вонг
- Чі Фок — Вонг брат 1
- Бен Тех — Вонг брат 2
- Елізабет Оандасан — повія
- Майкл Пентон — повія Джона
- Еррол Дж. Фаркухарсон — охоронець 1
- Річард Деніел — охоронець 2
- Мішель Галлант — повія
- Санні Тенг — рефері
- Хо Чоу — боєць на турнірі
- Кріс Хадер — боєць на турнірі
- Роберт Ховіновіч — боєць на турнірі
- Роман Сайбор — боєць на турнірі
- Руперт Харві — противник Майкла
- Скотт Хогарт — противник Біллі
- Чонг Со — шофер
- Джоель Джон — охоронець казино
- Стів Оублайнс — охоронець казино
- Білл Пайкелс — охоронець казино
- Рік Френетт — охоронець казино
- Роуг Джонстон — охоронець казино
- Дейв Стівенсон — охоронець казино
- Адам Касінха — охоронець казино
- Майк Касінха — охоронець казино
- Джуліо Паджолс — охоронець казино
- Говард Грін — охоронець казино
- Кріс Слокомб — охоронець казино
- Пол Паллечі — політик у казино
- Таня Мюррей  — танцюристка казино
- Ніколь — танцюристка казино
- Калі — танцюристка казино
- Ден Беа — солдат
- Майк Квак — солдат
- Трой Вайдеман — солдат
- Грег Крозієр — солдат
- Грег Робінсон — солдат
- Майк Демелчент — солдат
- Дж. Стівен Мондер — солдат
- Анджела Ешер — констебль Лінкс
- Філіп Вінн — Генрі Доббс
- Стейсі Девідсон — дочка Доббса
- Ренді Батчер — гравець
- Роланд Александр — супротивник Касандраи
- Марко Шарк — байкер
- Кріс Елдрідж — Великий Чарлі
- Роберт Рамсей — капітан
- Сьюзен Хортон — подруга Тайлера (в титрах не вказана)